# Mazda CX-30
Mazda CX-30 — компактний кросовер японської компанії Mazda, що займає місце між Mazda CX-3 та Mazda CX-5. Світова прем'єра серійного автомобіля відбулася на автосалоні в Женеві в березні 2019 року. Спочатку мав називатися Mazda CX-4, але така модель вже продається в Китаї.

## Опис

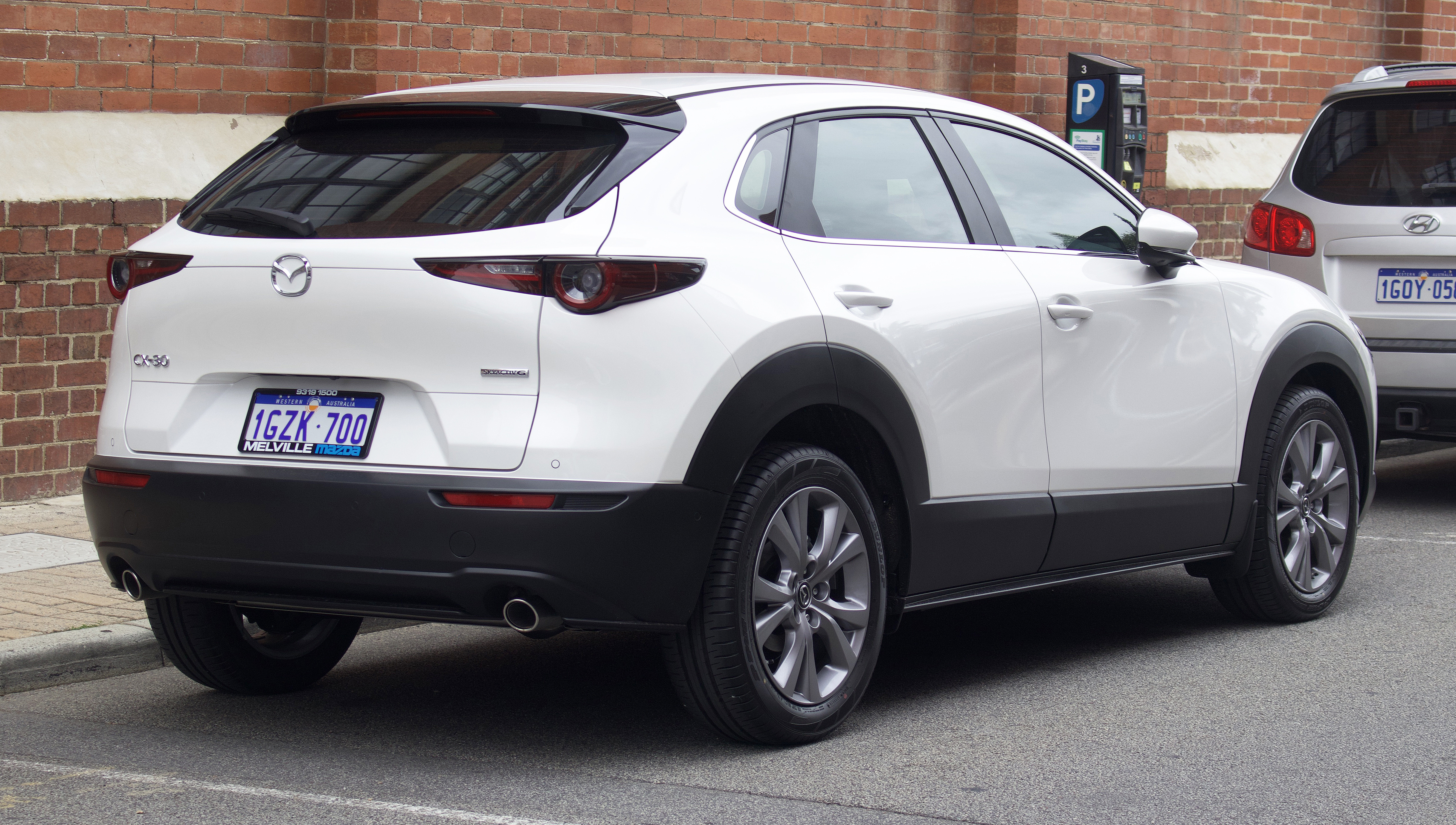
Mazda CX-30

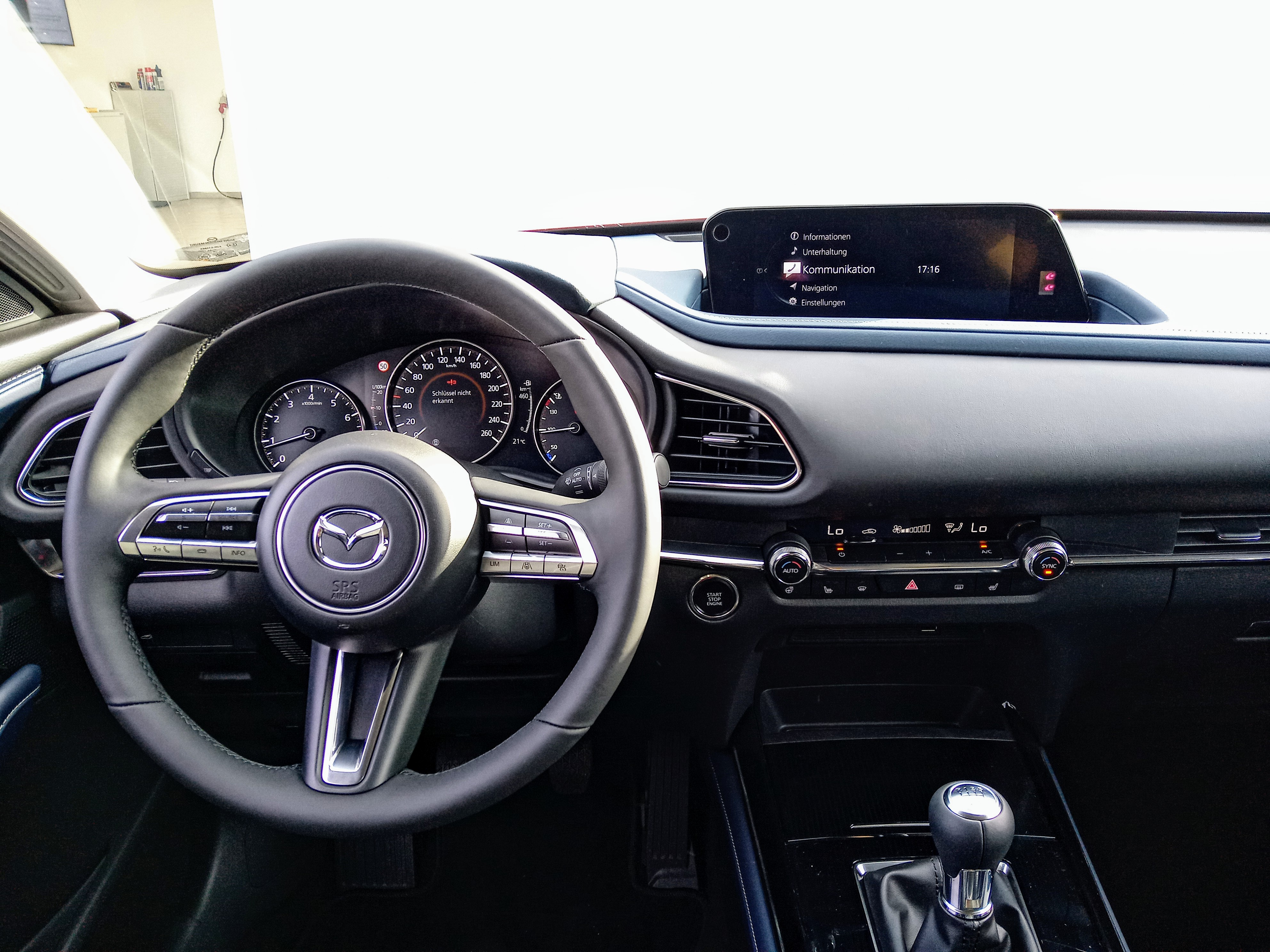

В основі паркетника лежить платформа Skyactiv. Передня підвіска - стійки McPherson, ззаду - нова торсіонна балка. Всі гальма дискові, але вентильовані тільки спереду. Гамма силових агрегатів включає новаторський Skyactiv-X, шестиступінчасті МКПП і АКПП. Дизель з'явиться, а бензинові мотори увійдуть в помірно-гібридну систему M-Hybrid.
У 2021 році Mazda додала в лінійку двигунів CX-30 2,5-літровий силовий агрегат з турбонаддувом. Його потужність складає 227 кінських сил на звичайному пальному та 250 кінських сил на пальному класу "преміум". 
У 2023 році Mazda збільшила потужність 186-сильного двигуна CX-30 до 191 кінських сил. 
Обсяг багажника - 430 л. Медіацентр MZD Connect з дисплеєм на 8,8 дюйма дружить з Apple CarPlay і Android Auto. Комплекс безпеки i-Activsense включає моніторинг втоми водія.

## Двигуни
- 2.0 L SkyActiv-G PE-VPS I4 122 к.с. 213 Нм
- 2.0 L SkyActiv-G PE-VPS I4 150 к.с. 213 Нм
- 2.5 L SkyActiv-G PY-VPS I4 186 к.с. 252 Нм
- 2.5 L Skyactiv-G PY-VPTS I4-turbo 250 к.с. 434 Нм
- 2.0 L SkyActiv-X I4 180 к.с. 224 Нм
- 2.0 L e-Skyactiv-X I4 186 к.с. 240 Нм (MHEV)
- 1.8 L SkyActiv-D I4 (diesel) 116 к.с. 270 Нм
- EV електродвигун 218 к.с. 300 Нм, акумулятор 61,1 kWh, пробіг на одній зарядці 450 км (Китай)

## Продажі
У 2021 році CX-30 став найбільш продаваним автомобілем у Колумбії.
| рік  | продажі | продажі | продажі | продажі | продажі | продажі   | продажі | продажі  | продажі | глобальне виробництво |
| рік  | Японія  | США     | Мексика | Канада  | Європа  | Австралія | Китай   | Колумбія | Таїланд | глобальне виробництво |
| ---- | ------- | ------- | ------- | ------- | ------- | --------- | ------- | -------- | ------- | --------------------- |
| 2019 | 9,068   | 899     | 2,073   |         | 14,438  |           |         |          |         |                       |
| 2020 | 15,937  | 38,064  | 7,313   | 9,017   | 48,801  | 8,998     | 18,120  | 5,629    | 5,725   | 82,329                |
| 2021 | 19,355  | 60,185  | 9,162   | 11,407  | 49,153  | 13,309    | 15,494  | 11,214   | 6,691   | 187,492               |
| 2022 | 16,176  | 52,808  | 5,093   | 6,863   |         |           |         | 6,578    |         |                       |

1. ↑  Європа: Європейський Союз + Велика Британія + Швейцарія + Норвегія + Ісландія